# Ґуженко
Ґуженко (пол. Górzenko) — село в Польщі, у гміні Острув-Велькопольський Островського повіту Великопольського воєводства.
Населення — 183 особи (2011).

## Демографія
Демографічна структура станом на 31 березня 2011 року:
|          | Загалом | Допрацездатний вік | Працездатний вік | Постпрацездатний вік |
| -------- | ------- | ------------------ | ---------------- | -------------------- |
| Чоловіки | 95      | 23                 | 65               | 7                    |
| Жінки    | 88      | 18                 | 54               | 16                   |
| Разом    | 183     | 41                 | 119              | 23                   |